# Vinchuscanchaia
Vinchuscanchaia is een geslacht van uitgestorven zee-egels uit de familie Triadocidaridae.

## Soorten
- Vinchuscanchaia kieri Smith, 1994